# Mongólia nos Jogos Olímpicos
A Mongólia participou pela primeira vez dos Jogos Olímpicos em 1964, e enviou atletas para competirem em todos os Jogos Olímpicos de Verão desde então, exceto quando boicotaram os Jogos Olímpicos de Verão de 1984. O país também participa dos Jogos Olímpicos de Inverno desde 1964, perdendo apenas os Jogos de 1976.
Atletas da Mongólia ganhara um total de 19 medalhas, todas nos Jogos de Verão, a maioria na Luta Livre e no Judô. Antes dos Jogos Olímpicos de Verão de 2008, a Mongólia era o país com mais medalhas de prata e de bronze sem ouro. Sua primeira medalha de ouro na história foi no Judô, com Naidangiin Tüvshinbayar.
O Comitê Olímpico Nacional da Mongólia foi criado em 1956 e reconhecido pelo COI em 1962.

## Lista de Medalhistas
| Medalha           | Nome                        | Jogos                 | Esporte | Evento                      |
| ----------------- | --------------------------- | --------------------- | ------- | --------------------------- |
| Medalha de prata  | Jigjidiin Mönkhbat          | 1968 Cidade do México | Lutas   | Livre - 78-87 kg            |
| Medalha de bronze | Chimedbazaryn Damdinsharav  | 1968 Cidade do México | Lutas   | Livre - até 52 kg           |
| Medalha de bronze | Danzandarjaagiin Sereeter   | 1968 Cidade do México | Lutas   | Livre - 63-70 kg            |
| Medalha de bronze | Tömöriin Artag              | 1968 Cidade do México | Lutas   | Livre - 70-78 kg            |
| Medalha de prata  | Khorloogiin Bayanmönkh      | 1972 Munique          | Lutas   | Livre - 90-100 kg           |
| Medalha de prata  | Zevegiin Oidov              | 1976 Montreal         | Lutas   | Livre - 57-62 kg            |
| Medalha de prata  | Tsendiin Damdin             | 1980 Moscou           | Judô    | Até 65 kg masculino         |
| Medalha de prata  | Jamtsyn Davaajav            | 1980 Moscou           | Lutas   | Livre - 68-74 kg            |
| Medalha de bronze | Ravdangiin Davaadalai       | 1980 Moscou           | Judô    | Até 71 kg masculino         |
| Medalha de bronze | Dugarsürengiin Oyuunbold    | 1980 Moscou           | Lutas   | Livre - 52-57 kg            |
| Medalha de bronze | Nergüin Enkhbat             | 1988 Seul             | Boxe    | Peso leve                   |
| Medalha de bronze | Namjilyn Bayarsaikhan       | 1992 Barcelona        | Boxe    | Peso leve                   |
| Medalha de bronze | Munkhbayar Dorjsuren        | 1992 Barcelona        | Tiro    | Pistola livre 25m feminino  |
| Medalha de bronze | Dorjpalamyn Narmandakh      | 1996 Atlanta          | Judô    | Até 60 kg masculino         |
| Medalha de bronze | Khashbaataryn Tsagaanbaatar | 2004 Atenas           | Judô    | Até 60kg masculino          |
| Medalha de prata  | Otryadyn Gündegmaa          | 2008 Pequim           | Tiro    | Pistola livre 25 m feminino |
| Medalha de ouro   | Naidangiin Tüvshinbayar     | 2008 Pequim           | Judô    | Até 100 kg masculino        |
| Medalha de prata  | Pürevdorjiin Serdamba       | 2008 Pequim           | Boxe    | Peso mosca-ligeiro          |
| Medalha de ouro   | Enkhbatyn Badar-Uugan       | 2008 Pequim           | Boxe    | Peso galo                   |

## Quadro de Medalhas

### Medalhas por Jogos
| Jogos                 | Ouro           | Prata          | Bronze         | Total          |
| 1964 Tóquio           | 0              | 0              | 0              | 0              |
| 1968 Cidade do México | 0              | 1              | 3              | 4              |
| 1972 Munique          | 0              | 1              | 0              | 1              |
| 1976 Montreal         | 0              | 1              | 0              | 1              |
| 1980 Moscou           | 0              | 2              | 2              | 4              |
| 1984 Los Angeles      | não participou | não participou | não participou | não participou |
| 1988 Seul             | 0              | 0              | 1              | 1              |
| 1992 Barcelona        | 0              | 0              | 2              | 2              |
| 1996 Atlanta          | 0              | 0              | 1              | 1              |
| 2000 Sydney           | 0              | 0              | 0              | 0              |
| 2004 Atenas           | 0              | 0              | 1              | 1              |
| 2008 Pequim           | 2              | 2              | 0              | 4              |
| Total                 | 2              | 7              | 10             | 19             |

### Medalhas por Esporte
| Esporte | Ouro | Prata | Bronze | Total |
| Judô    | 1    | 1     | 3      | 5     |
| Boxe    | 1    | 1     | 2      | 4     |
| Lutas   | 0    | 4     | 4      | 8     |
| Tiro    | 0    | 1     | 1      | 2     |
| Total   | 2    | 7     | 10     | 19    |